# Petuaria
 (juin 2025).
Le contenu est difficilement compréhensible vu les erreurs de traduction, qui sont peut-être dues à l'utilisation d'un logiciel de traduction automatique.
Petuaria (ou Petuaria Parisorum) est, à l'origine, un camp romain. La ville de Brough y réside actuellement. Peturia signifie « quartier » ou « quatrième partie », intégrant la langue brittonique archaïque *petuar, « quatre » (comparable au Gallois moderne pedwar). 
Petuaria a été fondé en l'an 70 avant être abandonné vers 125. La civitas (ville civile) adjacente, le passage du bac et le port (attesté) qui se sont développés sur le fort et l'ont remplacé ont survécu jusqu'en 370, et fut probablement la capitale de la tribu celtique des Parisii. Petuaria marqua l'extrémité sud de la voie romaine désormais connue sous le nom de Cade's Road, parcourant approximativement 160 kilomètres vers le nord jusqu'à Pons Aelius (désormais appelée Newcastle upon Tyne). Le tronçon allant d'Eboracum (York) à Petuaria fut également la dernière section d'Ermine Street.

## Archéologie
Les fouilles archéologiques du site de Petuaria, auxquelles participa notamment l'archéologue Mary Kitson Clark, furent menées dans les années 1930, ainsi qu'entre 1958 et 1962. La stèle du théâtre romain fut l'une des plus importantes découvertes et est unique en tant que seule mention épigraphique connue d'un magistrat en Bretagne. Archivant le don d'un proscenium à la colonie civique de Petuaria offert par un homme nommé Marcus Ulpius Januarius, elle a été datée au règne de l'empereur Antonin le Pieux, vers l'an 140. 
Son inscription a été retrouvé utilisé dans les défenses en pierre ultérieures de Petuaria et donne une claire illustration du niveau des œuvres civiques ainsi que de la société civile et littéraire qui, fut un temps, existait au sein de la ville romaine de Brough, dans une petite ville que seul le tribunal d'instance moderne fréquentait, ferma récemment ses portes à la fin des années 1990, donc se terminant presque deux mille années de justice localement archivée sans précédent ailleurs que dans les îles britanniques. Leur réutilisation de la stèle de Januarius révéla aussi combien, après deux cents ans, les priorités de ces vivants dans le Yorkshire de l'Est avaient changé au sein de l'Empire romain sur le déclin, à une époque où il se disait que les deux préoccupations majeures des habitants locaux à cette époque étaient « les inondations et les raids », ces derniers venant principalement à travers la Mer du Nord de l'Europe du Nord. 

## Importance
La Petuaria romaine semble être un précurseur authentique à l'importance stratégique désormais tenue par la ville portuaire de Kingston upon Hull, fondée au Moyen Âge. Pour n'importe qui voyageant en bateaux ayant un faible tirant d'eau, le Humber est toujours une entrée dans une grande partie de l'Angleterre, à l'est des Pennines. Huit rivières majeures sont accessibles par la Mer du Nord à travers l'estuaire : l'Ouse, la Hull, la Derwent, la Wharfe, l'Aire, la Trent, et l'Ancholme. C'est pourquoi huit déesses fluviales représentées allongées sur la grande mosaïque où près de la villa romaine de Brantingham sont souvent interprétées comme représentant l'importance pratique des ces rivières anglaises à l'époque romaine, notamment pour voyager. 

## Villa de Brantingham
La villa voisine de Brantingham, située juste à la sortie de Brough, a été découverte en 1941 et aurait été étroitement associée à la ville romaine jusqu'à ce qu'elle soit détruite par un incendie au milieu du IVe siècle. Ce site romain attira l'attention sur Brough en 1948 lorsqu'une équipe d'archéologues du Hull and East Riding Museum prépara le premier fragment d'un ensemble de pavements en mosaïque trouvé sur le site de la villa (une carrière en activité depuis le Moyen Âge) pendant la guerre, afin de le faire transporter. Celui-ci fut volé dans la nuit et, bien que les vestiges aient été récupérés et aujourd'hui exposés au musée, le premier fragment ne fut jamais retrouvé.